# 顔PASSブラザーズ
顔PASSブラザーズ（かおパスブラザーズ）は、KREVAとDJ TATSUTAによる音楽プロデューサー・ユニットである。

## メンバー
- KREVA
- DJ TATSUTA

## 来歴
イベント「DYNAMITE」を行っていたKREVAとDJ TATSUTAがこのイベントの打ち上げをきっかけに結成。

## プロデュース作品
- 「TREASURE OF LIFE feat. KENNY PRIEST（顔パスBros.Remix feat. CUEZERO）」(2003年2月5日)
麻波25,アルバム『REMIX BOX+ONE』に収録。
- 「PASS THAT DUTCH顔PASSブラザーズREMIX」(2003年11月27日)
ミッシー・エリオット(MISSY ELLIOTT),アルバム『ディス・イズ・ノット・ア・テスト! - This Is Not A Test 』（日本盤）に収録
- KICK THE CAN CREW
シングル『性コンティニュー』(2003年8月6日)
シングル『GOOD MUSIC』(2003年9月10日)
シングル『パンク寸前のFUNK』(2003年10月16日)
アルバム『GOOD MUSIC』(2004年1月1日)
「性コンティニュー」,「ALL NIGHT LONG」,「ナビ」,「GOOD MUSIC」,「パンク寸前のFUNK」,「もしも」をプロデュース。
- CUEZERO
アルバム『3分クッキング』(2004年3月17日)
「太鼓盤」,「AAH」,「今を…」,「さわげないサタデナイfeat.KREVA」,「本根」をプロデュース。